# 814 Tauris
814 Tauris је астероид главног астероидног појаса са пречником од приближно 109,56 .
Афел астероида је на удаљености од 4,125 астрономских јединица (АЈ) од Сунца, а перихел на 2,174 АЈ.
Ексцентрицитет орбите износи 0,309, инклинација (нагиб) орбите у односу на раван еклиптике 21,831 степени, а орбитални период износи 2042,354 дана (5,591 година).
Апсолутна магнитуда астероида је 8,74 а геометријски албедо 0,047.
Астероид је откривен 2. јануара 1916. године.